# Mont Speke
El mont Speke és una gran muntanya de la serralada del Ruwenzori. Es troba al parc nacional de les muntanyes Ruwenzori, a Uganda, i és la segona muntanya més alta de la serralada. Juntament amb el mont Stanley i el mont Baker, forma un triangle que tanca l'alta vall de Bujuku. El pic més proper és el Mont Stanley, que es troba a 3,55 quilòmetres al sud-sud-oest. Les muntanyes es troben en una zona anomenada «muntanyes de la Lluna».
Totes les muntanyes d'aquesta serralada consten de múltiples cims dentats. Els cims del mont Speke són el Vittorio Emanuele (4.890 metres); l'Ensonga (4.865 metres); el Johnston (4.834 metres); i el Trident (4.572 metres).
Les persones que viuen a les muntanyes anomenen "Rwenzori", que significa "fabricant de pluges" o "muntanyes de pluja" en la llengua bakonjo. Els baganda, que podien veure les muntanyes de lluny, els deien "Gambaragara", que significa "dolor als meus ulls", en referència a la neu brillant.
Els primers exploradors europeus van visitar la regió a la recerca de les fonts del Nil. Aquesta muntanya va rebre el nom en honor de John Speke que, tot i que mai no va escalar el cim, va cartografiar la font del Nil Blanc el 1862. Quan el duc dels Abruços va escalar aquest cim també va escalar tots els altres cims de la serralada de Rwenzori.
A causa de la gran quantitat de pluges que rep el Mont Speke, és travessat per molts rius i rieres. La vegetació tendeix a ser força espessa. També hi ha una gran varietat de fauna salvatge, inclosos elefants, ximpanzés, micos, lleopards i antílops.